# Аль-Халиди, Хусейн
Хусейн аль-Халиди (араб. حسين فخري الخالدي‎;
1895, Иерусалим — 26 декабря 1966) — премьер-министр Иордании с 15 апреля по 24 апреля 1957 года.
Халиди работал врачом в департаменте общественного здравоохранения в Халебе (Сирия). Был избран мэром города Иерусалим с 1934 по 1937 год. 23 июня 1935 года он основал Партию реформ и вошёл в Верховный арабский комитет.
В 1937 году находился в изгнании на Сейшельских островах. В 1943 году вернулся в Палестину и в 1945 году снова стал членом Верховного арабского комитета; с 1946 года — секретарь этого органа.
Халиди входил во Всепалестинское правительство, которое было установлено с помощью Египта в сентябре 1948 года в Секторе Газа. В Иордании он стал министром иностранных дел и ненадолго — премьер-министром.
Халиди умер 6 февраля 1962 года.